# 이즈쓰 아키오
이즈쓰 아키오(일본어: 井筒昭雄, 1977년 10월 20일 ~ )는 일본의 작곡가 겸 음악가이다. 출신지는 도쿠시마현 요시노가와시이다. 원 뮤직을 소속 사무소로 삼고 있으며, 1999년 최초로 데뷔하였다. 그리고 별명은 Fab Cushion으로 지어진 상태이며, 일본 드라마인 가족의 노래의 사운드트랙에도 참여하고 있다. 대표적으로 알려진 노래는 이상한 파티(おかしなパーティー, 가족의 노래 OST에 수록됨)가 있다.